# Inundaciones en Alberta de 2013

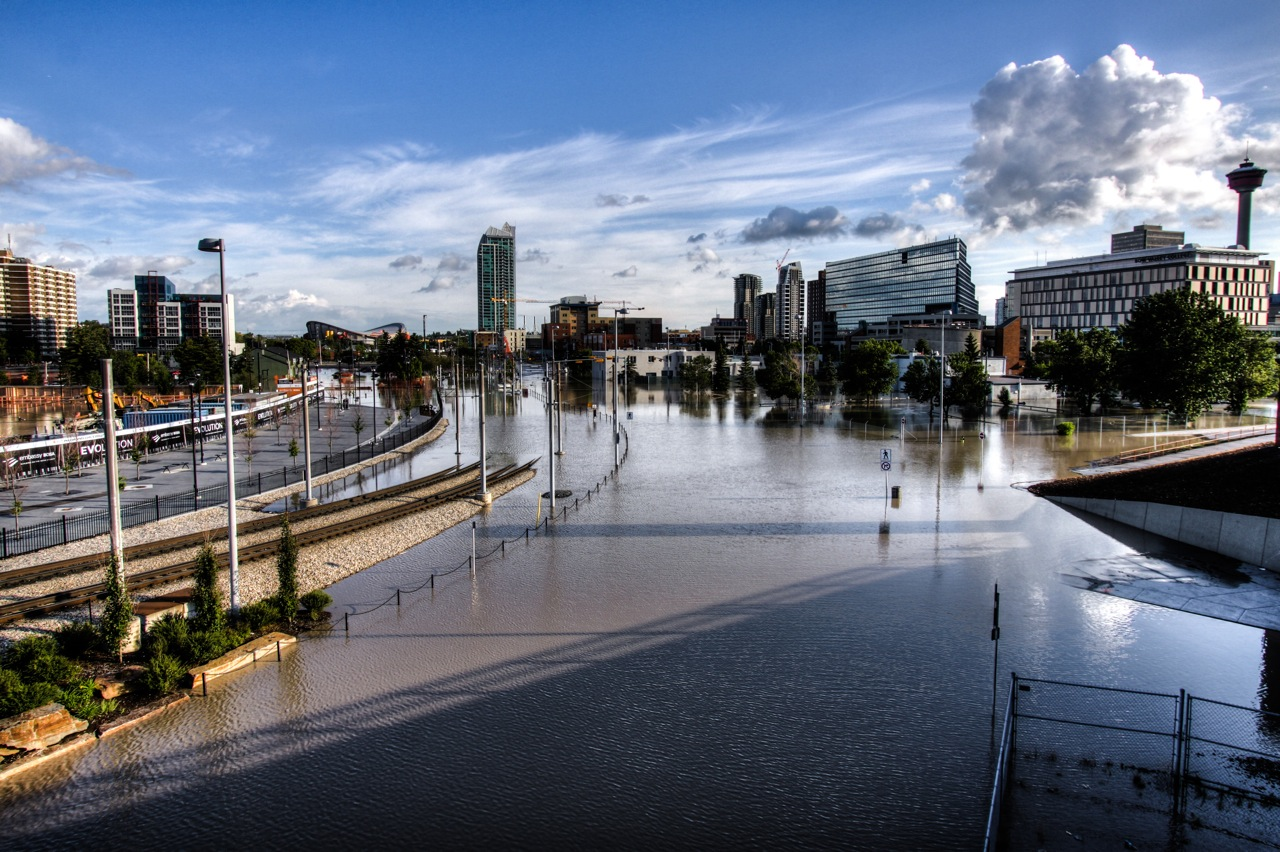
El barrio de Downtown East Village de Calgary, Alberta, durante las inundaciones de Alberta en 2013 (21 de junio de 2013).

En los días previos al 19 de junio de 2013, Alberta, Canadá, experimentó fuertes lluvias que provocó inundaciones catastróficas descritas por el gobierno provincial como las peores en la historia de Alberta. Áreas a lo largo del Bow, Elbow, Highwood, Red Deer, Sheep, Little Bow, y el sur de ríos de Saskatchewan y sus afluentes se vieron particularmente afectadas. Se declaró un total de 32 estados de emergencia local y 28 centros de operaciones de emergencia se activaron cuando los niveles de agua se elevaron y numerosas comunidades fueron puestas bajo las órdenes de evacuación.
Cuatro personas murieron como consecuencia directa de las inundaciones y más de 100.000 personas fueron desplazadas en toda la región. Unas 2.200 Fuerzas Canadienses (CF) se desplegaron tropas para ayudar en las áreas inundadas. El total de estimaciones de daños excedieron C $ 5000 millones y en términos de daños asegurables, es el desastre más costoso en la historia de Canadá en $ 1,7 mil millones. Las aguas que retrocedieron dieron paso a una limpieza de mamut de zonas afectadas, con la ayuda de una campaña de voluntariado espontáneo en el que muchos dueños de casa fueron asistidos por completos extraños.